# عملية السيف المحروق
كانت عملية السيف المحروق (بالفارسية: عملیات شمشیر سوزان) هجوما جويا مفاجئا شنته القوات الجوية لجمهورية إيران الإسلامية في 30 سبتمبر 1980 ألحق أضرارا بمفاعل نووي شبه مكتمل كان يقع على بعد 17 كيلومترا (11 ميلا) جنوب شرق بغداد في العراق. وقعت العملية بعد ثمانية أيام من الحرب الإيرانية العراقية. وفجر يوم 30 سبتمبر 1980، قامت أربع طائرات إيرانية من طراز فانتوم F-4E بالتزود بالوقود في الجو بالقرب من الحدود الإيرانية العراقية. وبعد أن عبرت الطائرات المقاتلة الحدود إلى داخل العراق، صعدت إلى علو شاهق حتى لا تكتشفها نظم رادار المجال الجوي العراقي. بعد لحظة، انحرفت طائرتي الفانتوم، وهبطت مرة أخرى على ارتفاع منخفض لتجنب الكشف عن الرادار الداخلي، وتوجهت بهدوء إلى مركز أبحاث التويثة النووية في جنوب شرق العاصمة بغداد، وهو أيضًا موقع مفاعل أوسيراك النووي.
هذا هو أول هجوم من هذا القبيل على مفاعل نووي والثالث في التاريخ على أي منشأة نووية. وكان هذا أيضا أول هجوم وقائي على المفاعل يهدف إلى منع العراق من تطوير أي سلاح نووي قد يهدد إيران في المستقبل.
وفي حين نجحت هذه العملية في تدمير المنشأة والمفاعل، فإنها لم تمنع العراقيين من مواصلة تطوير قدراتهم في القطاع النووي. غير أن مفاعل أوسيراك قد دمر في العملية الجوية الثانية التي نفذها سلاح الجو الإسرائيلي في 7 يونيو 1981، بعد ثمانية أشهر، وهي العملية المعروفة باسم عملية أوبرا.

## برنامج العراق النووي
أنشأ العراق برنامجه النووي في وقت ما في الستينيات وسعى إلى توسيع نطاقه في منتصف السبعينيات من خلال الحصول على مفاعل نووي. وبعد أن فشلت حكومة العراق في إقناع الحكومة الفرنسية بأن تبيعها مفاعلا لإنتاج البلوتونيوم ومصنع لإعادة المعالجة، وكذلك الحكومة الإيطالية بأن تبيعها مفاعلا من نوع سيرين، أقنعت الحكومة الفرنسية بأن تبيعها مفاعلا للأبحاث من طراز أوسيريس. وشملت المشتريات أيضا مفاعلا أصغر من نوع نظام الغمر مع السلامة المتأصلة (Isis)، وبيع 72 كيلوغراما من اليورانيوم المخصب بنسبة 93 في المائة وتدريب الموظفين. وحُددت التكلفة الإجمالية بمبلغ 300 مليون دولار. في نوفمبر 1975، وقع البلدان اتفاقية تعاون نووي وأنهي بيع المفاعل في عام 1976.
بدأ بناء مفاعل نووي يعمل بالماء الخفيف بقدرة 40 ميجاوات في عام 1979 في منشأة التويثة للأبحاث النووية بالقرب من بغداد. والمفاعل الرئيسي، الذي يطلق عليه الفرنسيون اسم أوسيراك، يمزج بين اسم العراق واسم فئة المفاعل. وقد أطلق العراق على المفاعل الرئيسي اسم تموز 1، وأصغره هو تموز 2. تموز هو شهر البابلي عندما وصل حزب البعث إلى السلطة عام 1968. وفي يوليو 1980، تلقى العراق من فرنسا شحنة من وقود اليورانيوم العالي التخصيب تبلغ حوالي 12.5 كيلوغراما لاستخدامها في المفاعلات. وكانت هذه الشحنة أول شحنة من الشحنات الست المقررة، التي بلغ مجموعها 72 كيلوغراما. وذُكر أن اتفاق الشراء ينص على أن كمية وقود اليورانيوم العالي التخصيب في العراق يجب ألا تتجاوز اثنين، أي 25 كيلوغراما، في أي وقت من الأوقات.

زعم العراق وفرنسا أن المفاعل العراقي مخصص للبحث العلمي السلمي. الاتفاق بين فرنسا والعراق استبعد الاستخدام العسكري. في محاضرة ألقاها في عام 2003، قال ريتشارد ويلسون، أستاذ الفيزياء بجامعة هارفارد، الذي فحص المفاعل التالف جزئيا بصريا في ديسمبر 1982، «إن الأمر سيستغرق عقودا، وليس سنوات، لجمع ما يكفي من البلوتونيوم (للأسلحة النووية) باستخدام أوسيراك». وفي عام 2005، علق ويلسون كذلك في مجلة ذا أتلانتيك:

مفاعل أوسيلاك، الذي قصفته إسرائيل في يونيو 1981، صممه بوضوح المهندس الفرنسي إيف جيرار، وهو غير مناسب لصنع القنابل. وكان ذلك واضحا لي خلال زيارتي في عام 1982.
في مكان آخر، ذكر ويلسون أن:
يدعي الكثيرون أن قصف مفاعل أوزيراك العراقي أخر برنامج العراق النووي للقنبلة. لكن البرنامج النووي العراقي قبل عام 1981 كان سلميًا، وكان مفاعل أوزيراك غير مناسب لصنع القنابل وكان تحت حماية مكثفة.
في مقابلة عام 2012، أكد ويلسون مرة أخرى: "لم يكن بإمكان العراقيين تطوير سلاح نووي في أوزيراك." أتحدى أي عالم في العالم أن يوضح لي كيف كانوا يستطيعون فعل ذلك.
على عكس رأي ويلسون، كتبت وكالة الاستخبارات الخاصة الأمريكية ستراتفور في عام 2007 أن المفاعل الذي يعمل باليورانيوم "كان يُعتقد أنه على وشك إنتاج البلوتونيوم لبرنامج أسلحة".
كان العراق من الموقعين على معاهدة عدم انتشار الأسلحة النووية، مما وضع مفاعلاتها تحت حماية الوكالة الدولية للطاقة الذرية (IAEA). في أكتوبر 1981، نشرت نشرة العلماء الذريين مقتطفات من شهادة روجر ريختر، مفتش سابق في الوكالة الدولية للطاقة الذرية، الذي وصف نقاط ضعف ضمانات الوكالة النووية أمام لجنة العلاقات الخارجية بمجلس الشيوخ الأمريكي. شهد ريشتر أن جزءًا فقط من المنشأة النووية العراقية كان تحت الحماية وأن المنشآت الأكثر حساسية لم تكن حتى خاضعة للحماية. أصدر المدير العام للوكالة الدولية للطاقة الذرية سيغفارد إكلوند رداً على ذلك قائلاً إن ريشتر لم يفتش أوزيراك أبداً ولم يتم تكليفه بتفتيش المنشآت في الشرق الأوسط. ادعى إكلوند أن إجراءات الحماية كانت فعالة وأنها كانت مدعومة بإجراءات احترازية اتخذها الموردون النوويون. أنطوني فاينبرغ، فيزيائي في مختبر بروكهافن الوطني، ناقش ادعاء ريشتر بأن برنامج معالجة الوقود لتصنيع الأسلحة النووية كان يمكن أن يُنفذ سراً. كتب فاينبرغ أنه لم يكن هناك ما يكفي من الوقود في الموقع لصنع قنبلة واحدة، وأن وجود مئات الفنيين الأجانب كان سيجعل من المستحيل على العراقيين اتخاذ الخطوات اللازمة دون أن يتم اكتشافهم.

## التجهيزات

### تداعيات الثورة الإسلامية
إيران وإسرائيل، لسنوات قبل الثورة الإسلامية، كانتا تراقبان مفاعل أوزيراك النووي ومواقع أخرى محتملة للقلق في العراق. بعد الثورة الإسلامية، زادت الجمهورية الإسلامية الجديدة من مراقبة المفاعل. (إلى الحد الذي تضررت فيه علاقاتهم مع فرنسا، الدولة التي بنت المفاعل.). على الرغم من العداء الرسمي بين الخميني وحلفائه مع إسرائيل والخطاب المعادي لإسرائيل، استمر بعض عناصر الحكومة الإيرانية والإسرائيلية في مساعدة بعضهم البعض سراً في بعض الأحيان لأن لديهم عدواً مشتركاً في الدول العربية. حتى في عام 1987، صرح رئيس الوزراء الإسرائيلي إسحاق رابين: "إيران هي أفضل أصدقائنا ولا نعتزم تغيير موقفنا."

### الغزو العراقي لإيران
عندما اندلعت حرب إيران والعراق، أصبح الإيرانيون يشعرون بقلق متزايد من أن العراقيين كانوا يطورون أسلحة نووية لاستخدامها ضدهم. قبل الحرب، كان لدى إيران خطة طوارئ لمهاجمة المصنع. ومع ذلك، واجهت خطة العمل صعوبات في أعقاب الثورة الإسلامية، حيث فقدت إيران الولايات المتحدة كحليف رئيسي وبالتالي لم تتمكن من الحفاظ بشكل كافٍ على خامس أكبر جيش في العالم الذي كانت تملكه في ذلك الوقت. كان من الصعب الحصول على قطع الغيار، واضطر العديد من الأصول الجوية الإيرانية إلى أن يتم الاستغناء عنها. قام الإسرائيليون بشحن بعض قطع الغيار سرًا إلى إيران لمساعدة قواتهم الجوية، على الرغم من أن هذه القطع كانت غير كافية في النهاية. تم تطهير العديد من الطيارين العسكريين والضباط والقادة الإيرانيين (إعدامهم بإطلاق النار) بعد الثورة الإسلامية. علاوة على ذلك، لم يعد لدى الإيرانيين فائدة المبادرة للهجوم المفاجئ بسبب الغزو العراقي لإيران، كما لم يكن لديهم الوصول إلى لقطات الأقمار الصناعية الأمريكية لتقييم تخطيط المنشأة.

### التخطيط
بدأت القوة الجوية الإيرانية (تحت قيادة جواد فكوري) في وضع خطة جديدة تمامًا للهجوم على أوزيراك. كان لدى الإيرانيين معلومات قليلة عن المصنع، وكان هناك حتى خطر أن يكون قد تم تزويده بالوقود بالفعل، مما يزيد من احتمال حدوث تسرب إشعاعي. في خطة مشتركة بمشاركة إسرائيلية، قرر الإيرانيون أنهم لن يستهدفوا المفاعل نفسه، بل مختبرات الأبحاث، ومبنى التحكم في المفاعل، ومرافق التدريب.

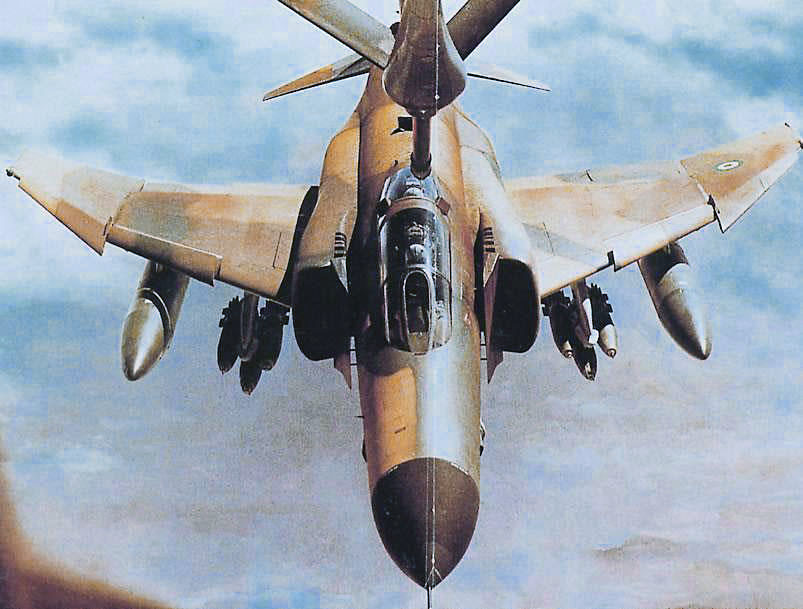
طائرة إيرانية من طراز إف-4 فانتوم الثانية تتزود بالوقود خلال حرب إيران-العراق، 1982

كان مفاعل أوزيراك النووي محميًا بواسطة بطارية صواريخ SA-6 واحدة على بعد ميل واحد (2 كم) إلى الجنوب الشرقي من الموقع، وثلاث بطاريات صواريخ رولاند-2 مركبة في مثلث على بعد حوالي 1600 قدم (500 متر) حول المفاعل، و40 موقعًا للمدفعية المضادة للطائرات (مدافع موجهة بالرادار عيار 23 مم و57 مم). بسبب العقوبات الأمريكية، كانت مقاتلات القاذفة الإيرانية إف-4 فانتوم قادرة فقط على تعطيل نظام إس أي-6 (لأنها كانت تحتوي على وحدات تشويش أمريكية) ولم تتمكن من الحصول على وحدات تشويش إلكترونية لتعطيل نظام رولاند العراقي. بدلاً من ذلك، كان على الإيرانيين الطيران على ارتفاع منخفض فوق الهدف، والتحرك بسرعة عالية والخروج بسرعة؛ بسبب ذلك كانت المهمة تُنفذ من قبل أكثر الطيارين الإيرانيين مهارة. المشكلة الرئيسية كانت نقص المعلومات الاستخباراتية - بسبب انهيار العلاقات مع الولايات المتحدة، لم يكن لدى القوات الجوية الإيرانية أي صور فضائية جديدة لموقع البناء، ولم تكن هناك أي صور جديدة مأخوذة من الأرض. أفادت وكالات الاستخبارات الإسرائيلية والسورية بأن العمل على المفاعلات كان يتقدم، ولكن في الأيام الأخيرة قبل المهمة، ظهرت بعض الشكوك حول ما إذا كان المفاعل قد تم تزويده بالوقود أخيرًا. لم يكن الإيرانيون قادرين على المخاطرة بالتسبب في تسرب نووي فوق بغداد.

## التنفيذ
مع بزوغ فجر الثلاثين من سبتمبر، أقلعت أربع طائرات إف-4 فانتوم من السرب التكتيكي 33 من قاعدة نوجه تاب 3 في كابودار أهان، بالقرب من همدان. متحلقين في مسار جنوبي غربي، اقتربت التشكيلة أولاً من الحدود العراقية للقاء طائرة تزويد بالوقود بوينغ 707-3جاي9سي، التي كانت مرافقة بزوج من طائرات إف -14تومكات ، من أجل التزود بالوقود في الجو. كان كل طائرة فانتوم مسلحة بست قنابل Mk.82 GP، وصاروخين AIM-7E-2 Sparrow جو-جو، وحمولة كاملة من ذخيرة 20 ملم لمدفع M-61A1 Vulcan. بعد عبورهم إلى العراق على ارتفاع منخفض جدًا، صعدت التشكيلة، بقيادة عقيد، لاكتساب الارتفاع، حتى تتمكن رادارات الإنذار المبكر للعدو من تحديد موقعها لفترة كافية ليعتقد العراقيون أنهم قد حددوا اتجاه الإيرانيين. بعد لحظات، انخفضت المجموعة إلى مستوى منخفض جدًا، حيث لم يعد بإمكان العراقيين تتبعها. ثم، تفرقت المجموعة، واستمر الثنائي الرائد في نفس الاتجاه كما من قبل، نحو محطة توليد الكهرباء جنوب بغداد، بينما انحرف الفانتومان الآخران نحو التويثة، غربًا أكثر. عندما اقترب آخر طائرتين من طراز إف-4 فانتوم من موقع بناء تموز، ظلتا على ارتفاع منخفض جدًا، وارتفعتا مرة أخرى في اللحظة الأخيرة، بالكاد على بعد 2.4 ميل (4 كم) من الهدف، ثم بقيتا هناك لفترة قصيرة. لدهشة الطيارين، لم يطلق العراقيون حتى صاروخًا أو قذيفة واحدة عليهم. بالاقتراب على مسار مباشر وتنفيذ هجوم مثالي، رصد الإيرانيون أهدافهم بسرعة شرق مباني المفاعل، وانطلقوا وأطلقوا قنابل Mk.82 الاثني عشر، وبقوا في الجو فوق الهدف لمدة ست ثوان فقط. في الوقت نفسه، أصابت الطائرتان الأخريان من طراز فانتوم هدفهما، مما أدى إلى قطع إمدادات الكهرباء عن بغداد لمدة يومين. أفاد الشهود أن قنبلتين إيرانيتين على الأقل أصابتا المفاعل نفسه بوضوح، بينما تسببت القنابل الأخرى في اندلاع حريق هائل ألحق الضرر بجميع المنشآت الأخرى في المجمع، مثل مضخات التبريد والمختبرات وغيرها من المرافق الداعمة.

## النتائج

### رد الفعل في العالمين الغربي والعربي
كان هناك جدل حول نتائج عملية السيف المحروق. في الغرب، نُظر إلى الضربة على أنها تسببت في "أضرار طفيفة" فقط، وهو نفس الرأي الذي عبر عنه العراقيون. ومع ذلك، سرعان ما أصبح واضحًا أن الضربة كانت ناجحة بوضوح في تعطيل البرنامج النووي العراقي، سواء جسديًا من خلال الضربة، أو نفسيًا، حيث أدان العراقيون إيران فورًا بسبب "تعاونها مع العدو الصهيوني"، مشككين، مع الفرنسيين، في أن الطائرات لم تأتِ من إيران بل من إسرائيل. صرح صدام حسين شخصياً أن الطائرات الإسرائيلية قد حلقت بالفعل فوق العراق، بما في ذلك تنفيذ ضربة ضد بغداد في 27 يوليو 1980.

### عملية أوبراالإسرائيلية (1981)
في وقت لاحق، أفادت أجهزة الاستخبارات الفرنسية بشكل خاطئ أن الهجوم على التويثة في 30 سبتمبر تم تنفيذه بواسطة "طائرتين إسرائيليتين فانتوم غير معروفتين" أو طائرات تحمل علامات إيرانية يقودها الطيارون الإسرائيليون. إسرائيل نفت بشدة جميع هذه الادعاءات، مشيرة إلى أن مثل هذه العملية ستكون شبه مستحيلة التنفيذ باستخدام طائراتها من طراز F-4. لتأكيد نتائج الغارة، في 30 نوفمبر 1980، أقلعت طائرة فانتوم واحدة من همدان في مهمة استطلاع فوق توفيثا، لجمع صور للمفاعل الذي تم مهاجمته. التحليق على ارتفاع منخفض، قام الفانتوم بمرور واحد فوق أوزيراك، ملتقطًا الصور المطلوبة. على الرغم من تعرضه لإطلاق النار من عدة مواقع عراقية للدفاع الجوي والمدفعية، تجنب طائرة آر إف فانتوم هذه المواقع وعادت بأمان إلى إيران. لاحقًا، وبعد تحليل الصور السرية، أكدت هذه الصور أن الهجوم كان ناجحًا، حيث أظهرت البنية التحتية المتضررة للمجمع النووي. على الرغم من الشائعات ومحاولات التغطية، فإن الحقائق توضح بجلاء أن الضربة الجوية كانت ناجحة، وحققت هدفها الرئيسي في تأخير وإلحاق الضرر بالبرنامج النووي العراقي. النتائج والخبرات التي حققتها القوة الجوية الإيرانية في هذه العملية، أثبتت أنها حاسمة لدولة أخرى، وهي إسرائيل. تمامًا كما كانت إيران قلقة بشأن البرنامج النووي العراقي، أثبتت عملية سلاح الجو الإيراني أنها مفيدة لسلاح الجو الإسرائيلي في التحضير للضربة النهائية للبرنامج النووي العراقي. هذه الضربة النهائية ستأتي في 7 يونيو 1981، في عملية أوبرا، بعد حوالي تسعة أشهر من هذه العملية الإيرانية.